# Vouneuil-sous-Biard
Vouneuil-sous-Biard ist eine französische Gemeinde mit 6245 Einwohnern (Stand: 1. Januar 2022) im Département Vienne in der Region Nouvelle-Aquitaine. Sie liegt im Arrondissement Poitiers und ist Teil des Kantons Vouneuil-sous-Biard. Die Einwohner heißen Vouneuillois.

## Geographie
Vouneuil-sous-Biard liegt am Fluss Boivre und wird umgeben von den Nachbargemeinden Migné-Auxances im Norden, Biard im Nordosten, Poitiers im Osten, Fontaine-le-Comte im Süden, Béruges im Westen und Quinçay im Nordwesten.
Durch die Gemeinde führt die Autoroute A10.
Neben der eigentlichen Ortschaft Vouneuil gehören noch die Orte Pouzioux-la-Jarrie und Précharaux zur Gemeinde.

## Demographie
| Einwohner                                                  | 975 | 1.065 | 1.949 | 2.859 | 3.790 | 4.126 | 4.632 | 5.180 |
| Ab 1962 offizielle Zahlen ohne Einwohner mit Zweitwohnsitz |     |       |       |       |       |       |       |       |